# Selección de baloncesto de Colombia
La selección de baloncesto de Colombia es el equipo formado por jugadores de nacionalidad colombiana que representa a la Federación Colombiana de Baloncesto en las competiciones internacionales organizadas por la Federación Internacional de Baloncesto (FIBA) o el Comité Olímpico Internacional (COI): los Juegos Olímpicos, la Copa Mundial de Baloncesto y el Campeonato FIBA Américas.
En Sudamérica, Colombia hizo algunas mejoras considerables en la última década, pero aún se mantiene a la sombra de las cuatro grandes potencias del baloncesto (Argentina, Brasil, Venezuela y Uruguay). Su mejor resultado hasta la fecha sigue siendo el séptimo lugar en el Campeonato Mundial FIBA de 1982, donde Colombia fue anfitriona.
En 2017, Colombia apareció por primera vez en la FIBA AmeriCup, el principal evento de baloncesto de América.

## Historia
Aunque históricamente nunca ha logrado alcanzar una clasificación directa al Campeonato Mundial de Baloncesto, fue anfitrión en 1982, cuando quedó en 7° puesto, cuando se disputó dicho torneo en el que el sistema para los anfitriones no eran ubicados en un grupo preliminar, dicho privilegio le otorgaba la posibilidad de clasificar directamente a la fase final, donde no logró ganar los partidos de aquel torneo disputado, quedando en 7° posición, luego que participase en la fase de cuartos de final a equipos como España, Unión Soviética, Estados Unidos, Australia, Canadá y Yugoslavia.

## Plantilla
- Lista de jugadores convocados que disputarán el Clasificatorio a la FIBA AmeriCup de 2025.[3]

| Colombia               | Colombia               | Colombia | Colombia | Colombia | Colombia                           |
| Num                    | Jugador                | Pos      | Altura   | Edad     | Equipo                             |
| ---------------------- | ---------------------- | -------- | -------- | -------- | ---------------------------------- |
| 0                      | Luis Almanza           | AP       | 1,96 m   | 31       | Caribbean Basketball               |
| 7                      | Romario Roque          | B        | 1,75 m   | 24       | Caribbean Basketball               |
| 8                      | Michael Jackson Wright | A        | 1,96 m   | 36       | Toros del Valle                    |
| 10                     | Hansel Atencia         | B        | 1,75 m   | 26       | Paisas de Medellín                 |
| 12                     | Jaime Echenique        | P        | 2,13 m   | 26       | Pallacanestro Reggiana             |
| 11                     | Braian Angola          | B        | 1,96 m   | 29       | Club Baloncesto Gran Canaria       |
| 15                     | Tony Trocha            | E        | 1,90 m   | 25       | Club Atlético Riachuelo            |
| 20                     | Andrés Ibargüen        | AP       | 2,00 m   | 27       | Club Atlético Peñarol (baloncesto) |
| 21                     | Soren De Luque         | AP       | 2,03 m   | 21       | Caribbean Basketball               |
| 22                     | Alejandro minota       | AP       | 1,93 m   | 27       | Toros del Valle                    |
| 59                     | Cristian Solis Jr      | A        | 1,90 m   | 25       | Toros del Valle                    |
| 70                     | Octavio Muñoz          | B        | 1,80 m   | 22       | Caimanes del llano                 |
| Entrenador: Tomas Diaz |                        |          |          |          |                                    |

## Partidos

### Próximos encuentros
| Fecha                   | Ciudad               | Competición                     | Local     |                      | Resultado |                                                 | Visitante                      |
| ----------------------- | -------------------- | ------------------------------- | --------- | -------------------- | --------- | ----------------------------------------------- | ------------------------------ |
| 23 de febrero de 2023   | Medellín             | Clasificación Mundial 2023      | Colombia  | Bandera de Colombia  | 54:113    | Bandera de México                               | México                         |
| 26 de febrero de 2023   | Medellín             | Clasificación Mundial 2023      | Colombia  | Bandera de Colombia  | 80:87     | Bandera de Puerto Rico                          | Puerto Rico                    |
| 14 de agosto de 2023    | La Banda             | Preclasificatorio Olímpico 2023 | Uruguay   | Bandera de Uruguay   | 80:65     | Bandera de Colombia                             | Colombia                       |
| 15 de agosto de 2023    | La Banda             | Preclasificatorio Olímpico 2023 | Colombia  | Bandera de Colombia  | 97:74     | Bandera de Islas Vírgenes de los Estados Unidos | Islas Vírgenes Estadounidenses |
| 17 de agosto de 2023    | La Banda             | Preclasificatorio Olímpico 2023 | Chile     | Bandera de Chile     | 77:65     | Bandera de Colombia                             | Colombia                       |
| 22 de febrero de 2024   | La Guaira            | Clasificatorio AmeriCup 2025    | Venezuela | Bandera de Venezuela | 79:60     | Bandera de Colombia                             | Colombia                       |
| 25 de febrero de 2024   | Medellín             | Clasificatorio AmeriCup 2025    | Colombia  | Bandera de Colombia  | 67:64     | Bandera de Venezuela                            | Venezuela                      |
| 22 de noviembre de 2024 | Bandera de Chile     | Clasificatorio AmeriCup 2025    | Chile     | Bandera de Chile     | 74:80     | Bandera de Colombia                             | Colombia                       |
| 25 de noviembre de 2024 | Bandera de Argentina | Clasificatorio AmeriCup 2025    | Argentina | Bandera de Argentina | 88:68     | Bandera de Colombia                             | Colombia                       |
| 20 de febrero de 2025   | Bandera de Colombia  | Clasificatorio AmeriCup 2025    | Colombia  | Bandera de Colombia  | :         | Bandera de Chile                                | Chile                          |
| 23 de febrero de 2025   | Bandera de Colombia  | Clasificatorio AmeriCup 2025    | Colombia  | Bandera de Colombia  | :         | Bandera de Argentina                            | Argentina                      |

## Entrenadores
- Guillermo Moreno: 2001–2006
- Hernán Darío Giraldo: 2008–2012
- Tomás Díaz: 2014
- Guillermo Moreno: 2016–act.

## Participaciones

### Copa Mundial
Resultado General: 61.º puesto
| Copa Mundial de Baloncesto |
| --- |
| - 1950: No calificó - 1954: No calificó - 1959: No calificó - 1963: No calificó - 1967: No calificó - 1970: No calificó - 1974: No calificó - 1978: No calificó - 1982: 7° Lugar - 1986: No calificó - 1990: No calificó - 1994: No calificó - 1998: No calificó - 2002: No calificó - 2006: No calificó - 2010: No calificó - 2014: No calificó - 2019: No calificó - 2023: No calificó - 2027: TBD |

### Juegos Olímpicos
| Baloncesto en los Juegos Olímpicos |
| --- |
| - Berlín 1936: No calificó - Londres 1948: No calificó - Helsinki 1952: No calificó - Melbourne 1956: No calificó - Roma 1960: No calificó - Tokio 1964: No calificó - México 1968: No calificó - Múnich 1972: No calificó - Montreal 1976: No calificó - Moscú 1980: No calificó - Los Ángeles 1984: No calificó - Seúl 1988: No calificó - Barcelona 1992: No calificó - Atlanta 1996: No calificó - Sídney 2000: No calificó - Atenas 2004: No calificó - Pekín 2008: No calificó - Londres 2012: No calificó - Río 2016: No calificó - Tokio 2020: No calificó - París 2024: No calificó |

### Campeonato FIBA Américas
| - 1980: No calificó - 1984: No calificó - 1988: No calificó - 1989: No calificó - 1992: No calificó - 1993: No calificó - 1995: No calificó - 1997: No calificó - 1999: No calificó - 2001: No calificó - 2003: No calificó - 2005: No calificó - 2007: No calificó - 2009: No calificó - 2011: No calificó - 2013: No calificó - 2015: No calificó - 2017: 11° Lugar - 2022: 9° Lugar - 2025: ? |

|1973=4° L
|1976=5° Lugar
|1977=6° Lugar
|1983=6° Lugar
|1985=5° Lugar
|1989=7° Lugar
|1991=5° Lugar
|1997=5° Lugar
|1999=9°

### Juegos Panamericanos
| Juegos Panamericanos | Juegos Panamericanos | Juegos Panamericanos | Juegos Panamericanos | Juegos Panamericanos | Juegos Panamericanos |
| -------------------- | -------------------- | -------------------- | -------------------- | -------------------- | -------------------- |
| - 1951: 10° Lugar    |                      | - 1979: No calificó  |                      | - 2007: No calificó  |                      |
| - 1955: No calificó  |                      | - 1983: No calificó  |                      | - 2011: No calificó  |                      |
| - 1959: No calificó  |                      | - 1987: No calificó  |                      | - 2015: No calificó  |                      |
| - 1963: No calificó  |                      | - 1991: No calificó  |                      | - 2019: No calificó  |                      |
| - 1967: 10° Lugar    |                      | - 1995: No calificó  |                      | - 2023: No calificó  |                      |
| - 1971: 10° Lugar    |                      | - 1999: No calificó  |                      | - 2027: ?            |                      |
| - 1975: No calificó  |                      | - 2003: No calificó  |                      |                      |                      |

## Palmarés
- Juegos Centroamericanos y del Caribe:
  -  Subcampeón (1): 2018

- Juegos Suramericanos:
  -  Tercer lugar (1): 2014

- Juegos Bolivarianos:
  -   Campeón (1): 2017